# Vincenzo I Gonzaga
Vincenzo I Gonzaga, född 1562, död 1612, var en monark (hertig) av Mantua från 1587 till 1612. 